# Heilung unerwünscht – Wie Pharmakonzerne ein Medikament verhindern
Heilung unerwünscht – Wie Pharmakonzerne ein Medikament verhindern ist ein Dokumentarfilm des Journalisten und Filmemachers Klaus Martens, der in der Sendereihe Die Story im Ersten lief. Die Erstausstrahlung des 44-minütigen Films erfolgte am 19. Oktober 2009 im Ersten. Der Film wurde am 23. und 24. Oktober 2009 bei Phoenix und am 4. und 5. November 2009 in EinsExtra in einer 60-Minuten-Version gesendet. Eine für den 30. November 2009 angekündigte Wiederholung des Films im WDR-Fernsehen wurde abgesetzt.

## Handlung
Die Dokumentation von Klaus Martens schildert den Fall des ehemaligen Medizinstudenten Karsten Klingelhöller, der vor 20 Jahren während seines Studiums Vitamin B12 mit Avocadoöl mischte. Das Mittel soll gegen Neurodermitis und Psoriasis wirksam sein und angeblich bei seiner damaligen, von Neurodermitis betroffenen Freundin gewirkt haben. Die im Film auftretenden Ärzte, welche die Salbe in kleineren klinischen Studien untersuchten, äußerten sich nach anfänglicher Skepsis positiv beeindruckt von der Wirksamkeit und bezeichneten sie als nebenwirkungsfrei. Ermutigt von den positiven Studienergebnissen versuchte Karsten Klingelhöller zahlreiche Pharmaunternehmen zur Vermarktung des Produkts, für das der Name „Regividerm“ bereits vorgesehen war, zu bewegen. Alle Hersteller sagten jedoch ab oder wollten keine Garantie geben, dass die Salbe im Handel erscheinen werde. Der Drehbuchautor leitete, gestützt von Aussagen des Erfinders, aus dieser Handlung den Vorwurf ab, Unternehmen der Pharmaindustrie hätten sich jahrelang aus strategischen Gründen geweigert, die Salbe zur Behandlung des atopischen Ekzems (Neurodermitis) und der Psoriasis (Schuppenflechte) zu produzieren und zu vermarkten, obwohl sie keine Zweifel an der Wirksamkeit gehabt hätten. Der Verkauf eigener Produkte dieser Hersteller, die meist deutlich stärkere Nebenwirkungen haben, sollte nicht durch die Salbe bedroht werden.
Diese Thesen vertrat Klaus Martens auch in einer Folge der Diskussionssendung Hart aber fair, und sie ist auch Thema des gleichnamigen Buchs zum Film, das am 5. November 2009 erschien und sofort in die Top 10 der Spiegel-Bestsellerliste einstieg.

## Reaktionen
Die Sendung erfuhr zunächst ein positives Echo bei Betroffenen. Die Psoriasis-Selbsthilfe-Arbeitsgemeinschaft bezeichnete den Film als aufklärend und bedankte sich bei dem Autor und dem WDR, dass sie den Mut gehabt hätten, die Dokumentation zu senden. Auch die Medien berichteten zunächst positiv über den Film, ohne ihn kritisch zu hinterfragen. Wenig später meldeten sich vermehrt kritische Stimmen aus Fachkreisen, der Presse und Patientenorganisationen. Kritiker wie die FAZ, die Süddeutsche Zeitung, Ökotest, der Stern und der Deutsche Psoriasis Bund, vermuteten eine gezielte PR-Kampagne seitens Klaus Martens für die Salbe und das Buch zum Film.
Zwei Tage nach der Ausstrahlung des Films wurde bekannt, dass die Schweizer Firma Mavena Health Care AG die Creme auf den Markt bringen wolle, woraufhin Martens suggeriert hätte, dieser Schritt sei eine Reaktion auf seinen Film. Tatsächlich sei diese Entscheidung bereits Wochen vor der Ausstrahlung getroffen worden, sodass nur vier Wochen nach Ausstrahlung das Produkt auf den Markt kommen konnte, zeitgleich mit der Veröffentlichung des Buchs zum Film. Wenig später stellte sich heraus, dass der Film Heilung unerwünscht von der Firma Mavena in der Türkei sogar als Werbefilm für die Salbe auf CD angeboten wurde. Laut dem Deutschen Neurodermitis Bund habe sich die ARD journalistisch ins Abseits gestellt.
Zudem wurde der Film auch inhaltlich kritisiert. Die durchgeführten Studien seien zu klein und methodisch unzureichend gewesen, um, wie im Film behauptet, die Wirksamkeit bei Neurodermitis und Psoriasis zweifelsfrei zu belegen. In späteren Statements relativierten die im Film auftretenden Ärzte diesbezüglich ihre Aussagen. Der vom WDR zur Begutachtung der klinischen Studien herangezogene klinische Pharmakologe Peter Schönhöfer warnte den Sender bereits während der Produktion über die unzureichende Aussagekraft der Studien. Auch die Bezeichnung der Salbe als Medikament sei irreführend, da sie als Medizinprodukt in den Handel kommen sollte. Zudem kann der Vorwurf, die pharmazeutischen Hersteller seien nicht an der Vermarktung der Salbe interessiert gewesen, um eigene Produkte zu schützen, nicht auf alle ablehnenden Hersteller übertragen werden.
Zudem wurde der Film- und Buchtitel „Heilung unerwünscht“ als manipulativ und irreführend kritisiert, da er eine heilende Wirkung der Salbe suggeriert. Auch im Film wurde mehrfach behauptet oder zumindest suggeriert, dass die Salbe nicht nur die Symptome lindern, sondern heilen könne. Tatsächlich ist eine schwere chronische Hauterkrankung wie Neurodermitis jedoch nicht heilbar. So sagte dazu etwa der Immunologe Beda Stadler: „Wenn man hier so tut, als würde ein blödes Avocadoöl mit Vitaminen drin eine schwere Krankheit vom Erdboden verschwinden lassen, dann ist das Betrug.“
Auch einige weitere Manipulationen und Fehler im Film wurden im Laufe der Zeit aufgedeckt, so ist der im Film als Hautarzt bezeichnete Dr. Dr. Kroll aus Kleve in Wahrheit Chemiker und Allgemeinmediziner, und der amerikanische Arzt Ronald Januchowski, der im Film Dr. Januchowski genannt und als Hautarzt bezeichnet wird, ist in Wahrheit kein Doktor, sondern Doctor of Osteopathy, was nicht mit einem akademischen Doktorgrad gleichzusetzen ist, und arbeitet in dem im Film gezeigten Krankenhaus als Allgemeinmediziner und nicht als Hautarzt. Auch Frank Plasberg kam in die Kritik, da er in seiner Sendung Hart aber Fair wenige Tage nach der Ausstrahlung des Films Heilung Unerwünscht Herrn Martens einen Auftritt bot, bei dem dieser erneut auf die Salbe und den Film hinweisen konnte. Dies wurde als weiterer Teil der Werbemaßnahmen für die Salbe kritisiert. Der Journalist Markus Grill entlarvte in der Sendung Hart aber Fair zudem einen weiteren Fehler des Films: Der Preis der Zutaten bestimmt nicht den Preis eines Medikaments. Im Gegenteil könne ein Pharmaunternehmen, das die Patentrechte besitzt, nahezu jeden beliebigen Preis für die Salbe verlangen, wenn sie besser wirken würde als Vergleichspräparate. Im Film Heilung unerwünscht war suggeriert worden, dass der günstige Herstellungspreis der Salbe die Profite der Pharmakonzerne durch wesentlich teurere Präparate gefährde und diese die Salbe deshalb verhindern wollten.
Am 27. Oktober 2009 wurde der Film vorübergehend mit der Begründung: „Leider darf das Video „Heilung unerwünscht“ aus rechtlichen Gründen nicht mehr in der Das Erste Mediathek gezeigt werden“ aus der ARD-Mediathek entfernt.
Einer von Wolfgang Stock eingereichten Programmbeschwerde gegen den Beitrag hat der WDR-Programmausschuss stattgegeben. Stock argumentierte, „das Feature verletze die Grundsätze der journalistischen Fairness dahin gehend, dass in dem Beitrag die schwierige medizinische Situation sehr vereinfacht und einseitig dargestellt worden sei.“
Seitens des Magazins der Wissenschaftspressekonferenz wurde Martens Film als modernes Volksmärchen bezeichnet. Die WPK zitierte den Rundfunkrat, nachdem der Film eine schwierige medizinische Situation sehr vereinfacht und einseitig darstelle und stellte heraus, es handele sich seit 2003 um die erste von 14 Programmbeschwerden, der stattgegeben wurde.

### Freistellung vom Dienst und Kündigung
Am 14. Mai 2010 stellte der WDR Martens wegen angeblicher Verstöße gegen Programmgrundsätze des WDR und falscher Angaben gegenüber dem WDR im Zusammenhang mit seinem Feature Heilung unerwünscht (2009, s. u.) und seiner nachfolgenden Buchveröffentlichung vom Dienst frei und leitete arbeitsrechtliche Schritte ein. Im Zusammenhang mit der Dokumentation waren Zweifel an der Unabhängigkeit Martens in dem Fall geäußert worden, die Intendantin warf Martens Vertrauensbruch vor.

### Aufhebung der Kündigung durch Arbeits- und Landesarbeitsgerichte
Am 20. Januar 2011 hob das Arbeitsgericht Köln die Kündigung des WDR auf. Die Vorwürfe gegen Martens stellten sich gemäß Gerichtsurteil nach Überprüfung zum wesentlichen Teil als nicht zutreffend heraus. Aufgrund der vorher renommierten journalistischen Arbeit von Martens seien die Gründe für eine fristlose Entlassung nicht ausreichend gewesen.
Nachdem der WDR dennoch den Prozess zu führen beabsichtigte, regte das Landesarbeitsgericht Köln eine vergleichsweise Streitbeilegung an. Es schlug „nachdrücklich“ vor, das Arbeitsverhältnis fortzusetzen und Martens in einer anderen Redaktion oder einem anderen Aufgabenbereich weiterzubeschäftigen, bevor es selbst in dieser Sache ein Urteil fällen würde. Als der WDR dennoch prozessierte, urteilte das Landesarbeitsgericht Köln am 14. Dezember 2011, die fristlose Kündigung sei unwirksam. Die Kosten des Verfahrens trug der WDR. Eine Revision des Urteils ist nicht zugelassen.

## Wirksamkeitsnachweise
Der Hersteller verweist auf zwei neue Studien. Ulrich Mrowietz, Leiter des Psoriasis-Zentrums am Universitätsklinikum Schleswig-Holstein, bewertet diese aber negativ und rät vom Kauf ab: „Die Ergebnisse der beiden Studien sind nicht interpretierbar und können keinesfalls als Wirkbeweis für Mavena® bei Psoriasis und atopischer Dermatitis herangezogen werden.“
Weder in der gültigen S3-Leitlinie „Atopische Dermatitis“, noch in der S3-Leitlinie „Psoriasis vulgaris“ bzw. S2k-Leitlinie „Therapie der Psoriasis bei Kindern und Jugendlichen“ ist eine Supplementierung von Vitamin B12 als wirksame Therapie gelistet.